# Ланси
Лансѝ (на френски: Lancy) е град в Западна Швейцария, кантон Женева. Разположен е до южната част на град Женева. Населението му е 27 852 от преброяването към 2008 г.

## Известни личности
Родени в Ланси
- Адолф Пикте (1799 – 1875), езиковед